# Secusio sansibarensis
Secusio sansibarensis es una polilla del género Secusio, subfamilia Arctiinae, familia Erebidae.
 Fue descrita por Strand en 1909. Se encuentra en Tanzania (Zanzíbar).